# غوردون هندرسون (محامي)
غوردون هندرسون هو محامي كندي، ولد في 17 أبريل 1912 في أوتاوا في كندا، وتوفي في 18 أغسطس 1993.